# Арбеніна Діана Сергіївна
Діа́на Сергі́ївна Арбе́ніна (від народження Кулаченко, біл. Дыяна Сяргееўна Арбеніна (Кулачэнка); 8 липня 1974, Воложин, Мінська область, Білоруська РСР) — співачка, поетеса, музикантка. Вокалістка російського рок-гурту «Ночные Снайперы».

## Життєпис
Народилася 8 липня 1974 року в місті Воложин, Мінська область, Білорусь.
Мати, Галина Онисимівна Федченко — тележурналістка. Батько, Сергій Іванович Кулаченко — журналіст. Вітчим, Олександр Васильович Федченко — хірург.
Коли Діані було три роки, її сім'я переїхала в місто Борисов Мінської області, згодом — в Росію, на Далекий Схід: жила в селищі Ягодне, на Колимі, на Чукотці, в Магадані. В 1992—1993 роках Діана Арбеніна навчалась в Магаданському державному педагогічному інституті (факультет іноземних мов); в 1994—1998 — в Санкт-Петербузькому державному університеті (філологічний факультет, відділ «російська мова як іноземна»).

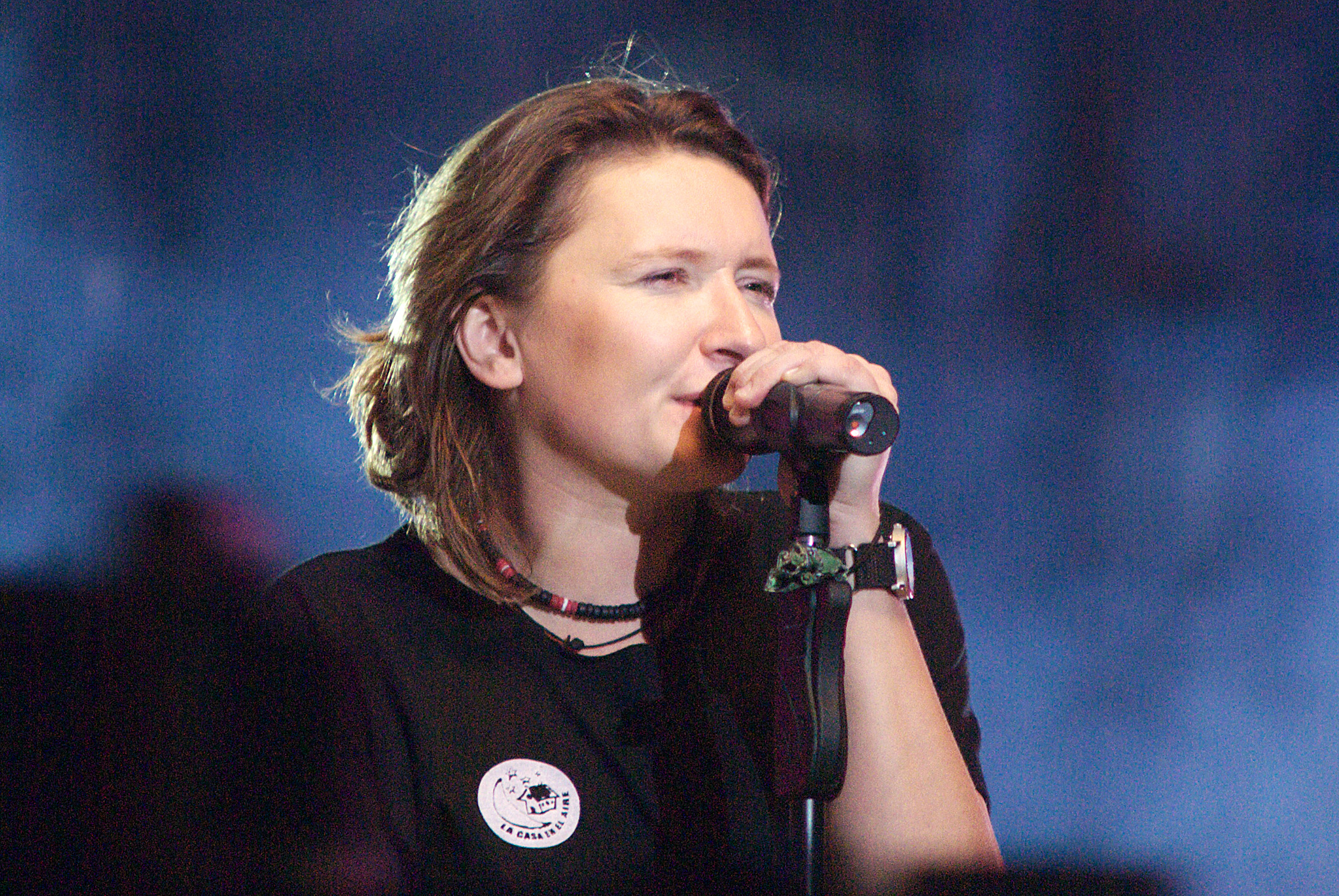

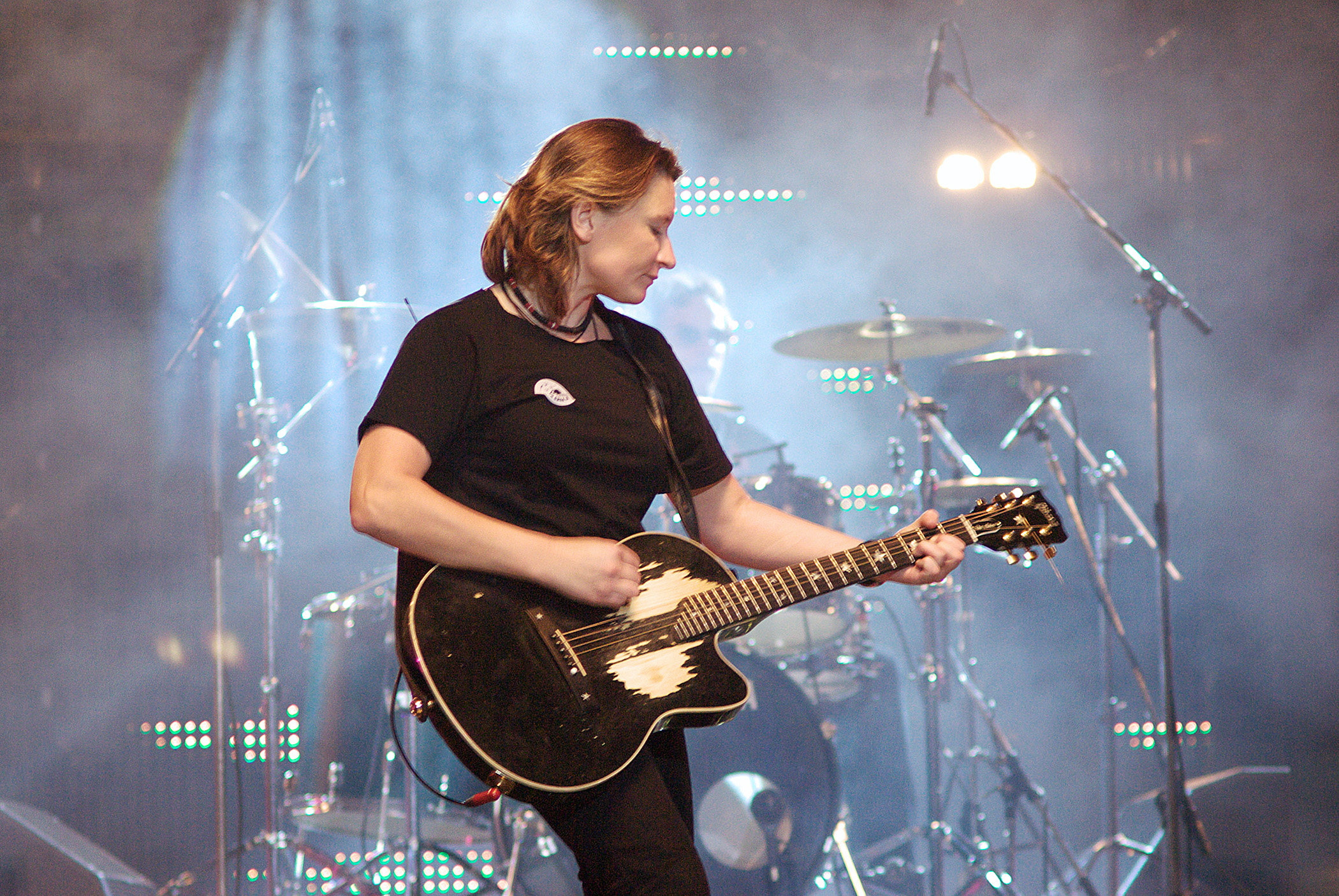

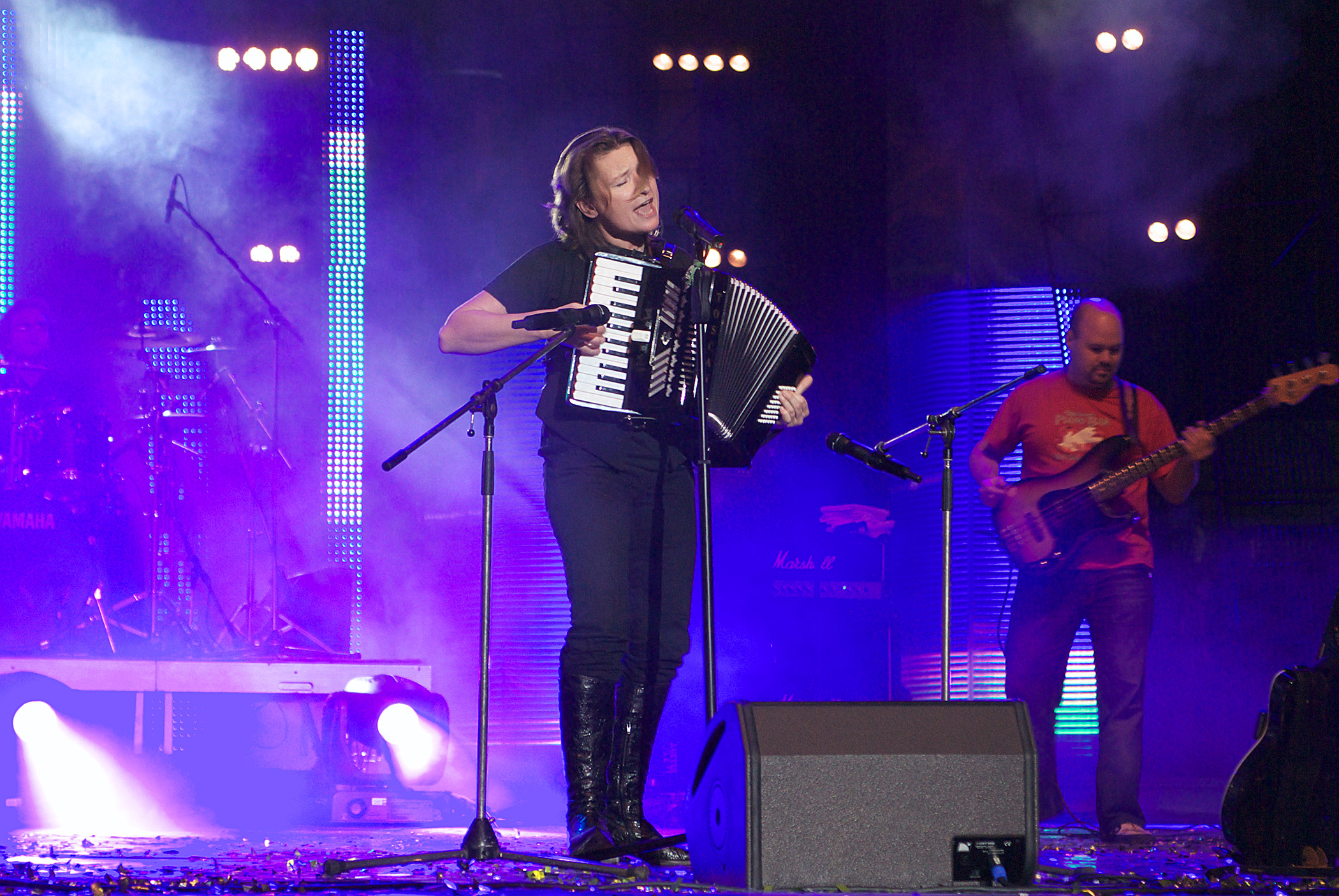

Свої перші пісні почала писати в 1991 році. Зокрема, 1991 роком датовано одну з її найвідоміших пісень — «Рубеж». До раннього періоду творчості відносяться також такі її пісні як «Я раскрашивал небо», «Вечер в Крыму», «Тоска», «Только шум на реке» та ін. Концертна діяльність Діани того часу обмежувалася любительськими виступами на різноманітних студентських конкурсах та інших заходах.
З 19 серпня 1993 року — лідерка гурту «Ночные Снайперы», є авторкою більшості пісень з репертуару цього колективу. На сьогодні Діана є авторкою понад 150 пісень та декількох десятків віршів (котрі сама авторка кличе «антипіснями»).
Після виходу із складу гурту «Ночные Снайперы» Світлани Сурганової у 2002 році Діана Арбеніна стала єдиною вокалісткою гурту.
В 2011 році брала участь у співочому талант-шоу «Голос країни» на каналі «1+1» у ролі тренера. Її колегами на проєкті були Руслана Лижичко, Олександр Пономарьов та Стас П'єха.

## Особисте життя
Для отримання петербурзької прописки 1993 року вступила у фіктивний шлюб з Костянтином Арбеніним. Невдовзі розлучилась, проте носить прізвище фіктивного чоловіка.
|                                | Звичайно, ми не брат і сестра. Нас познайомила Свєта Сурганова 1993 року. Діана потребувала прописку у Пітері, для чого ми в терміновому порядку побралися. Потім так же швидко розлучилися. Чоловіком та дружиною ми не були, хоча Діана і змінила прізвище. |
| — Журнал «Fuzz», квітень 2004. | |

4 лютого 2010 року народила двійню: сина Артема та дочку Марту.

## Дискографія
За час існування гурту «Ночные Снайперы» було записано альбоми:
- «Первая пуля» (невиданий альбом, 1993)
- «Вторая пуля» (невиданий альбом, 1995)
- «Капля дёгтя/В бочке мёда» (1998)
- «Британец» (сингл, 1999)
- «Детский лепет» (1999)
- «Канарский» (1999, виданий у 2009)
- «Рубеж» (2001)
- «Живой» (2002)
- «Цунами» (2002)
- «Тригонометрия» (концертний альбом, 2003)
- «SMS» (2004)
- «Симаута» (сингл, 2005)
- «Тригонометрия-2» (концертний альбом, 2005)
- «Koshika» (2006)
- «Бонни & Клайд» (2007)
- «Южный Полюс» (сингл, 2009)
- «Армия» (2009)
- «Последний патрон» (концертний альбом, 2009)
- «Кандагар» (сингл, 2010)

а також декілька неофіційних та невиданих збірників.

## Громадянська позиція
3 липня 2014 року Діана Арбеніна виступила з концертом у Києві. Артистка зі сцени підтримала українських фанатів і вибачилася за своїх російських колег, які не підтримали Україну. Після цього було скасовано її концерти у російських містах Твері, Курську, Бєлгороді, Орлі, Волгограді, Казані, Костромі і Нижньому Новгороді, а 5 вересня 2014 року був скасований її поетичний вечір, який мав стати одним із заходів фестивалю «Букмаркет» в Москві. Водночас 27 червня 2015 року її гурт «Ночные Снайперы» дав концерт в окупованій Ялті, попри те, що у травні 2014 року співачка принципово відмовлялася давати концерти в анексованому Криму.
У 2022 році засудила російське вторгнення в Україну, неодноразово висловлювалася проти війни, через що у кількох містах Росії було скасовано концерти після доносів. В квітні 2022 року вийшла антивоєнна пісня «Не мовчи», прем'єра якої відбулася в Челябінську.
У жовтні 2023 року на своєму концерті в Новосибірську Діана Арбеніна заспівала разом із дружиною російського окупанта. За лаштунками концерту співачка «висловила підтримку дружинам і мамам» росіян, які воюють в Україні, і заявила, що окупанти «роблять свою справу». У соцмережі Арбеніна написала, що російські жінки «показували їй фотографії своїх загиблих синів», від яких «рвалося серце». Вона додала, що співчуває їхньому горю.